# Dekanat Pleternički
Dekanat Pleternički – jeden z 10 dekanatów rzymskokatolickich wchodzących w skład diecezji pożedzkiej w Chorwacji. 
Według danych na październik 2015 roku, w jego skład wchodziło 8 parafii.
Swoim terytorium dekanat pleternički obejmuje chorwackie miasteczko Pleternica i jego okolice. 

## Lista parafii
Źródło:
| Lp. | Miejscowość     | Parafia                                    | Proboszcz         | Kościół                                                | Grafika |
| --- | --------------- | ------------------------------------------ | ----------------- | ------------------------------------------------------ | ------- |
| 1   | Bučje           | Parafia Przemienia Pańskiego               | Dragoslav Kozić   | Kościół Przemienia Pańskiego w Bučje                   |         |
| 2   | Buk             | Parafia św. Jerzego                        | Slavko Starčević  | Kościół św. Jerzego w Buk                              |         |
| 3   | Čaglin          | Parafia św. Alojzego Gonzagi               | Milan Klobučar    | Kościół św. Alojzego Gonzagi w Čaglin                  |         |
| 4   | Kuzmica         | Parafia Świętych Kosmy i Damiana           | Goran Lukić       | Kościół Świętych Kosmy i Damiana w Kuzmica             |         |
| 5   | Pleternica      | Parafia św. Mikołaja, biskupa              | Antun Ćorković    | Kościół św. Mikołaja w Pleternica                      |         |
| 6   | Požeške Sesvete | Parafia Wszystkich Świętych                | Tomasz Cybula SCJ | Kościół Wszystkich Świętych w Požeške Sesvete          |         |
| 7   | Ruševo          | Parafia Wniebowstąpienie Pańskiego         | Milan Klobučar    | Katedra Wniebowstąpienie Pańskiego w Ruševo            |         |
| 8   | Zdenkovac       | Parafia Najświętszej Maryi Panny z Lourdes | Milan Klobučar    | Kościół Najświętszej Maryi Panny z Lourdes w Zdenkovac |         |